# Итоговый турнир ATP

Эмблема Masters Cup

Итоговый турнир ATP (англ. ATP Finals; ранее также известный как Masters, Чемпионат мира ATP, Masters Cup, Финал Мирового тура ATP) — ежегодный теннисный турнир среди мужчин, завершающий профессиональный сезон. В турнире участвуют игроки и пары, показавшие лучшие результаты в текущем году. Проводится совместно Ассоциацией теннисистов-профессионалов и Международной федерацией тенниса. Пятый, вслед за турнирами Большого шлема, по значимости личный турнир в мужском теннисе. В 2021—2025 годах турнир проходит в Турине (Италия) на арене «Пала Альпитур».

## История

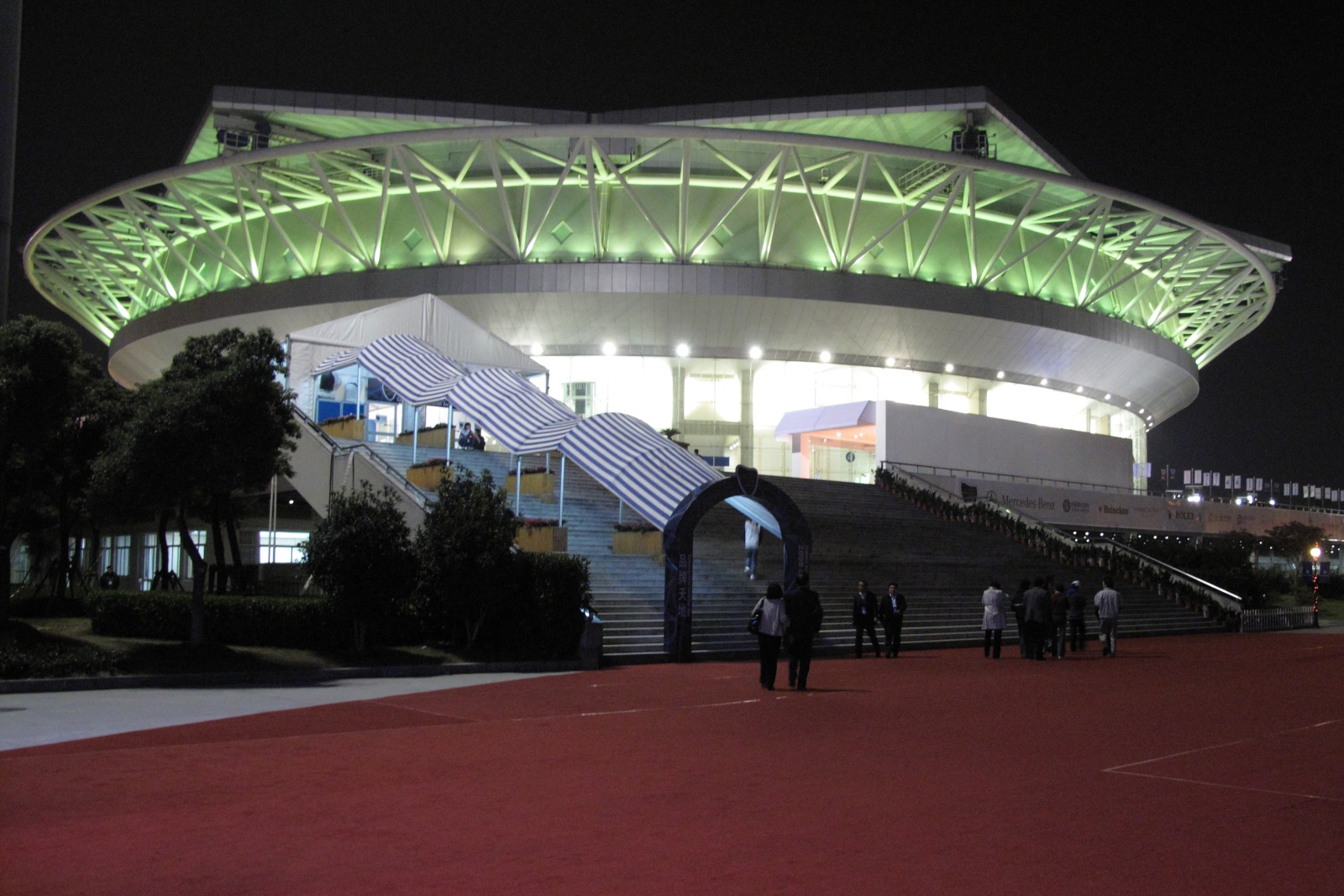
Стадион «Цичжун Сэнлинь» в Шанхае — место проведения турнира в 2005—2008 гг.

Официальная история турнира ведёт отсчёт с 1970 года, когда Международная федерация тенниса (ITF) начала проводить турнир Мастерс (англ. The Masters). На него попадали 8 лучших (6 в 1970 и 7 в 1971 годах) теннисистов по итогам серии турниров «Гран-при».
Первый турнир прошёл в Токио; победил американский спортсмен Стэн Смит, который опередил занявшего второе место австралийца Рода Лейвера по результатам личной встречи. Род Лейвер, единственный обладатель Большого Шлема Открытой эры, вскоре завершил карьеру, так и не выиграв Мастерс.
В 1990 году Ассоциация теннисистов-профессионалов (ATP), к которой к тому времени перешла основная роль в организации мужского профессионального тура, объявила о создании Чемпионата мира ATP-тура (англ. ATP Tour World Championship), состав участников которого определялся в соответствии с рейтингом ATP. Одновременно Международная федерация тенниса (ITF), которая в те годы пыталась соперничать с ATP за роль ведущей организационной структуры тенниса, попыталась создать альтернативный турнир, получивший название Кубок Большого шлема (англ. Grand Slam Cup); к участию допускались 16 (в 1998 и 1999 годах — 12) игроков, показавших лучшие результаты на турнирах Большого Шлема в текущем году. Кубок Большого шлема рассматривался, как попытка ITF, ранее входившей в Совет мужского профессионального тенниса, управлявший упразднённым с 1990 года туром Гран-при, вставить палку в колёса только что сформированного АТР-тура.
В 1999 году организации окончательно договорились о разграничении полномочий и сотрудничестве, и одним из результатов стало принятие 9 декабря 1999 года решения о слиянии двух конкурирующих турниров в один — Кубок Мастерс. Одним из условий соглашения был допуск к участию в Кубке Мастерс теннисистов, выигравших в течение сезона один из турниров Большого шлема, но окончивших год ниже восьмого места в рейтинге ATP. Это правило было применено в 2004 году в одиночном разряде (допущен к участию победитель Открытого чемпионата Франции Гастон Гаудио, занимавший в рейтинге десятое место) и в 2007 году в парном разряде (в турнир допущена девятая пара мира Арно Клеман-Микаэль Льодра, выигравшая перед этим Уимблдонский турнир).
Первый объединённый турнир по современной формуле прошёл в ноябре 2000 года в Лиссабонe. Чемпионом стал бразилец Густаво Куэртен, победивший в финале американца Андре Агасси. Одержав победу, Куэртен закончил год в качестве первой ракетки мира. Это был первый в истории случай, когда судьба первого места в рейтинге решалась в последнем матче сезона — в случае проигрыша Куэртена первенство оставалось бы за российским спортсменом Маратом Сафиным. В следующий раз судьба первого места решалась в последнем матче сезона через шестнадцать лет, когда в финале 2016 года британец Энди Маррей победил серба Новака Джоковича.
В 2009 году турнир переименован в Финал Мирового тура ATP (англ. ATP World Tour Finals);
В 1977—1985 годах турнир проводился в январе следующего календарного года, все прочие — в конце сезона того же года. Турнир пар в течение долгого времени был отдельным соревнованием, а в сезоне 2002 года не проводился вообще. С 2003 года проводится совместно с соревнованиями в одиночном разряде.
С 2017 года турнир носит название ATP Finals.

## Место проведения

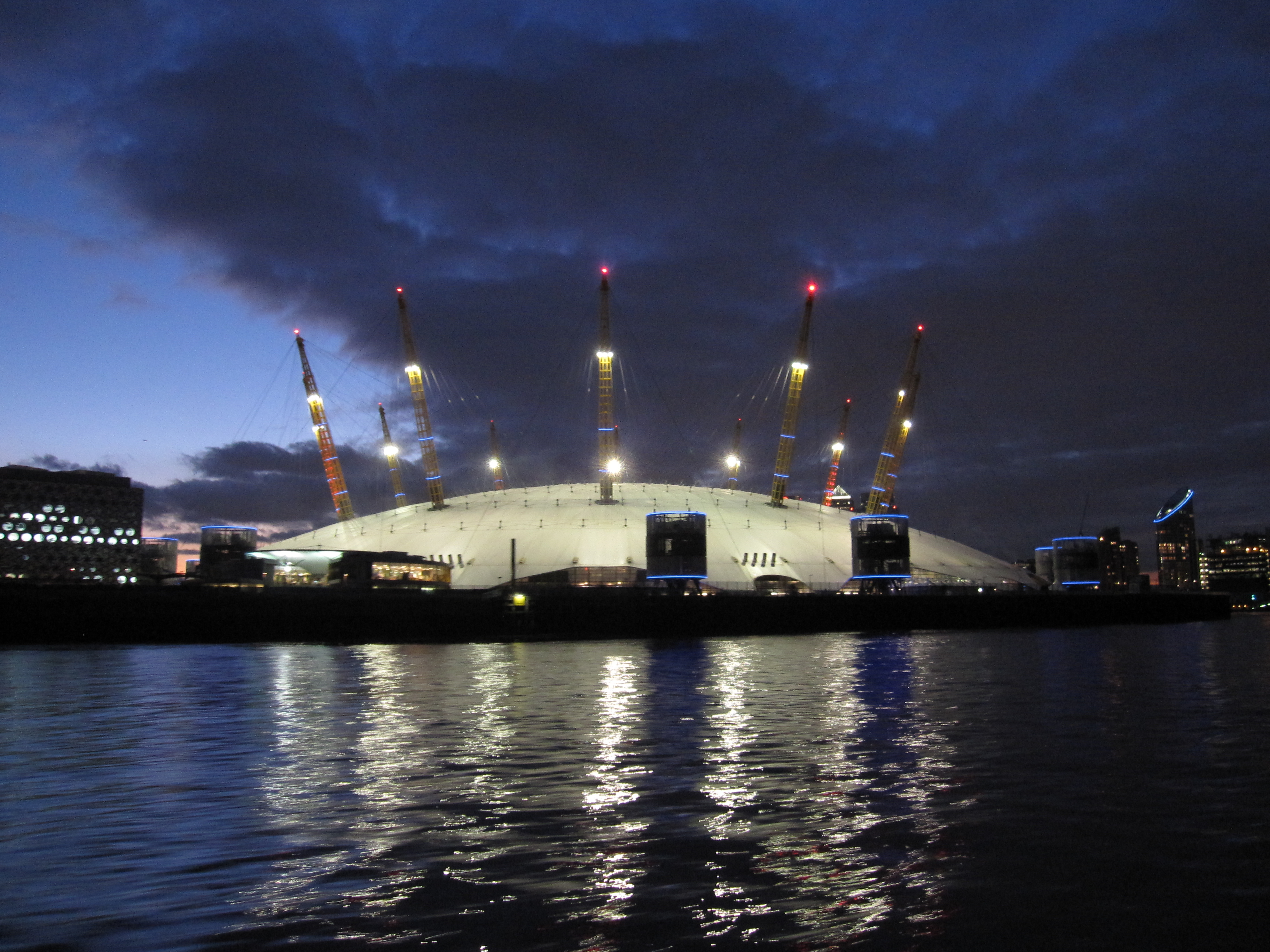
Стадион О_{2} в Лондоне, место проведения турнира в 2009—2020 годах

В отличие от большинства турниров Итоговый турнир ATP не имеет постоянного места проведения, за право принять турнир конкурируют многие города и страны. В сезонах 2005—2008 годов турниры проводились в Шанхае на кортах нового Дворца спорта Цичжун Сэнлинь .
В сезонах 2009—2012 годов местом проведения соревнований выбран стадион O2 в Лондоне, генеральным спонсором турнира стал Barclays — один из крупнейших банковских конгломератов мира, сумма контракта составила примерно 7 миллионов долларов в год. В ноябре 2012 года было объявлено о том, что турнир останется в Лондоне ещё на три года, также на три года был продлен спонсорский контракт с Barclays. Впоследствии контракт на проведение турнира продлевался ещё дважды: на два года в 2015 и ещё на три года в мае 2017, тогда же у турнира сменился генеральный спонсор, им стала японская химическая компания Nitto Denko.
В 2021—2025 годах турнир будет проходить в Турине на арене «Пала Альпитур».
Наибольшее количество турниров — 13 — было проведено в Нью-Йорке (1977—1989), в Лондоне — 12 (2009—2020), во Франкфурте — шесть (1990—1995), пять в Шанхае (2002, 2005—2008), четыре в Ганновере (1996—1999).

## Современный регламент

### Критерии участия
Согласно регламенту в турнире участвует 8 игроков в одиночном разряде и 8 пар. Отбор происходит на основании Рейтинга ATP (до 2009 года — на основании результатов Гонки ATP), но за одним из победителей турниров Большого шлема того же сезона резервируется место в турнирной сетке, если он занял в рейтинге место ниже восьмого, но не ниже двадцатого, поэтому только попадание в первую семёрку рейтинга гарантирует участие в турнире. Если таких спортсменов два и больше, то место в сетке достается тому, кто имеет более высокий рейтинг. На турнир также приглашаются запасные игроки и пары (англ. alternates), занявшие места непосредственно за дающими право на участие. Они имеют право вступить в борьбу при отказе от участия одного из основных игроков, но не позже завершения отборочного этапа. В каждой из категорий приглашают по два запасных.

### Система розыгрыша
Формула розыгрыша отличается от принятой в других теннисных соревнованиях. Турниры 1970 и 1971 проводились по круговой системе. С 1972 турнир проводится по смешанной системе: на первом этапе проводятся матчи по круговой системе в двух подгруппах. Теннисисты, посеянные под первыми двумя номерами, разводятся по разным группам. Теннисисты, посеянные под номерами 3 и 4, 5 и 6, 7 и 8 соответственно образуют три пары, в которых проводится жеребьевка — по её результатам они распределяются по группам. Спортсмены, занявшие первые два места в своей группе, выходят в полуфинал. Считается, что такая система, где проигрыш одного матча не означает выбывания из турнира, позволяет получить более объективные результаты.
Каждый спортсмен играет по три матча на групповом этапе. При равенстве побед для распределения мест в группе учитываются следующие показатели (в порядке очерёдности):
- наибольшее количество побед
- наибольшее количество сыгранных матчей (2-1 лучше, чем 2-0; 1-2 лучше, чем 1-0)
- результат личной встречи (если равенство по предыдущим показателям имеют два игрока)[17]
- если равенство показателей у трёх теннисистов, то:
  - если три участника имеют по одной победе, то игрок, проведший меньше трёх игр, выбывает автоматически, а из двух остальных дальше проходит победивший в личной встрече
  - наибольший процент выигранных сетов
  - наибольший процент выигранных геймов
  - место в рейтинге АТР после последнего турнира календарного сезона АТР-тура
- если после любого этапа сравнений удаётся выделить одного игрока из трёх, имеющего лучший или худший показатель, а между остальными двумя по-прежнему сохраняется равенство, то распределение мест между этими двумя определяется по результату личной встречи[18].

В полуфинале победитель одной группы играет с соперником, занявшим второе место в другой и наоборот. Победители полуфиналов встречаются в финальном матче. Третье место не разыгрывается.
Все матчи проводятся до победы в двух сетах (до 2008 года финальный матч игрался до победы одного из игроков в трёх сетах). При счёте в сете 6:6 по геймам для определения победителя используется тай-брейк. В парном разряде третий сет разыгрывается в формате супертайбрейка — до десяти выигранных очков или до преимущества в два очка после счёта 9:9.
С сезона 2006 года на турнире официально применяется система электронного судейства Hawk-Eye.

### Денежные призы и рейтинговые очки
Победитель турнира получает до 1500 очков в рейтинге ATP (при условии победы во всех матчах группового раунда), в том числе за каждую победу на групповом этапе по 200 очков, за победу в полуфинале 400 и за победу в финале 500. Большее количество баллов (2000) приносят только Турниры Большого Шлема. Подробно о рейтинговых очках, начисляемых за турнир.
Денежный приз победителю — около двух миллионов долларов США — является одним из самых крупных в профессиональном теннисе (за победу в турнире Большого шлема в одиночном разряде выплачивается от миллиона долларов, а рекордная сумма на Открытом чемпионате США 2013 года составила 3,6 миллиона, включая миллион долларов в виде бонуса за успешные выступления в предшествующих чемпионату турнирах).

#### Призовые, одиночный разряд
Приводятся данные на 2023 год:
- Гонорар запасного — 152 500 долларов
- 1 сыгранный матч — 162 750 долларов
- 2 сыгранных матча — 244 125 долларов
- 3 сыгранных матча — 325 000 долларов
- Победа в матче отборочного этапа — 390 000 долларов
- Победа в полуфинальном матче — 1 105 000 долларов
- Победа в финале — 2 201 000 долларов
- Чемпион, не проигравший ни одного матча (в сумме с призовыми отборочного этапа) — 4 801 000 долларов.

#### Призовые, парный разряд
Приводятся данные на 2023 год на пару:
- Гонорар запасной пары — 50 850 долларов
- 1 сыгранный матч — 66 000 долларов
- 2 сыгранных матча — 99 000 долларов
- 3 сыгранных матча — 132 000 долларов
- Победа в матче отборочного этапа — 95 000 долларов
- Победа в полуфинальном матче — 175 650 долларов
- Победа в финале — 351 000 долларов
- Пара, не проигравшая ни одного матча (в сумме с призовыми отборочного этапа) — 943 650 долларов.

## Победители и финалисты

### Одиночный разряд

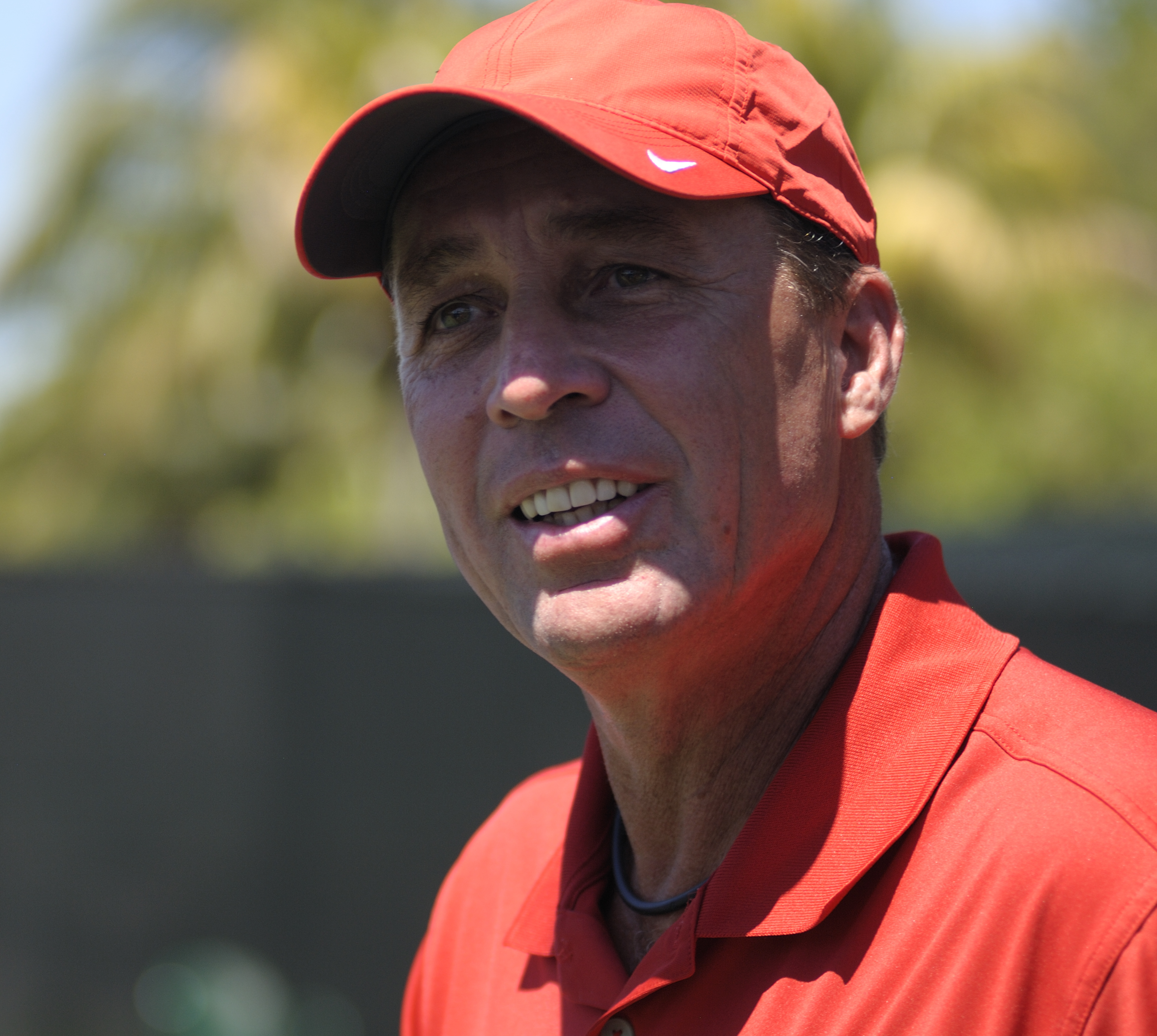
Иван Лендл — 5 побед в 9 финалах

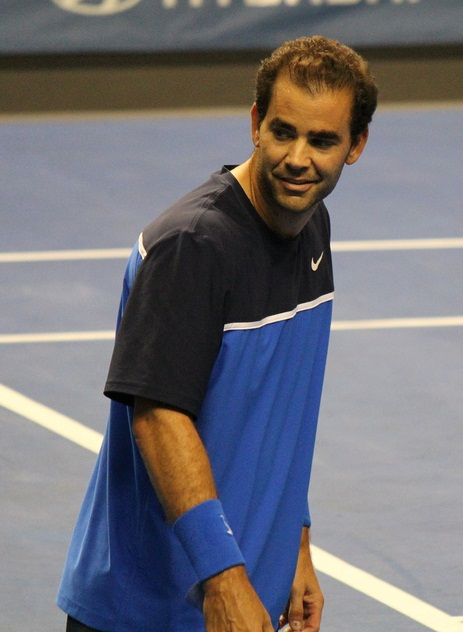
Пит Сампрас — 5 побед в 6 финалах

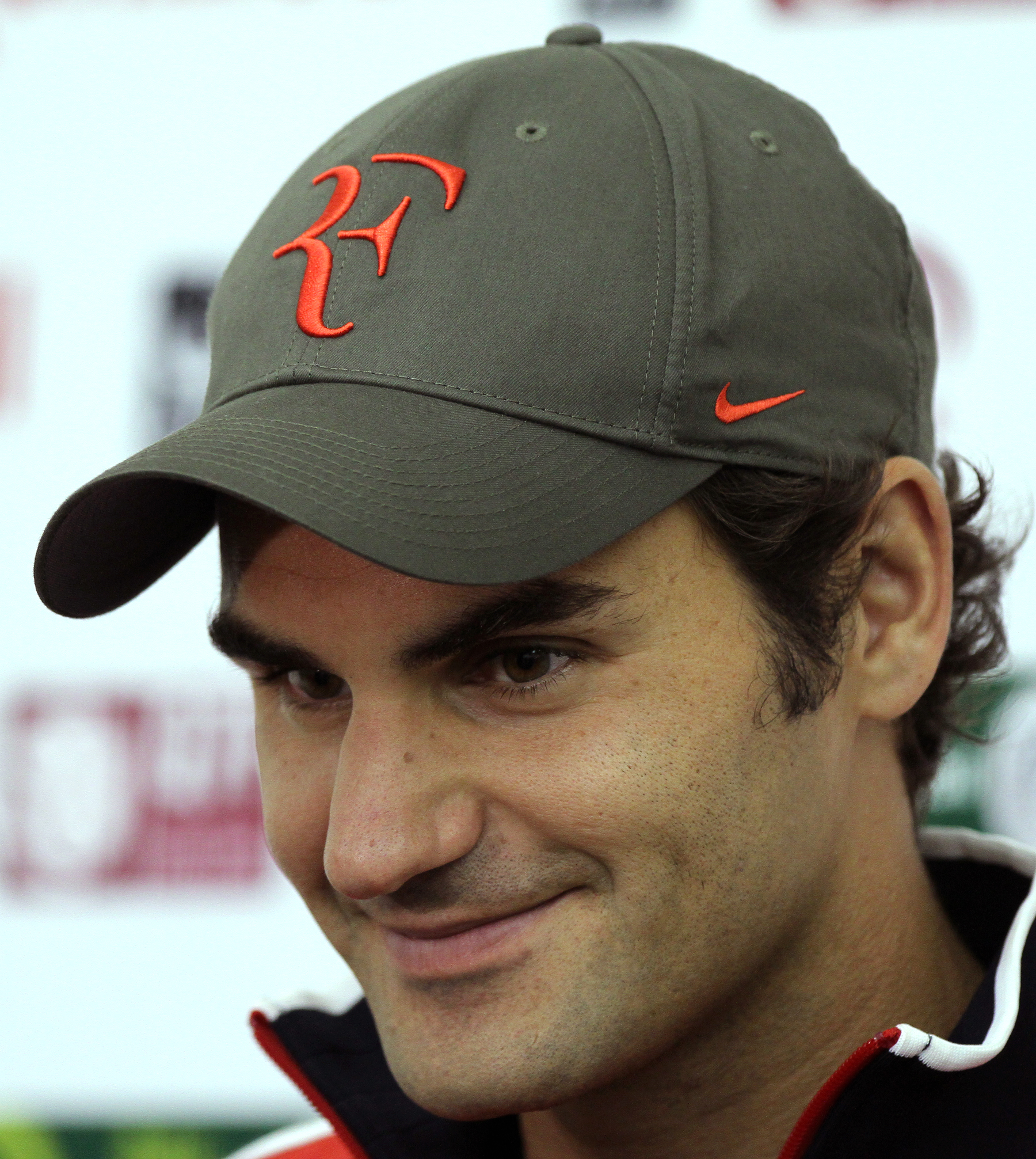
Роджер Федерер — 6 побед в 10 финалах

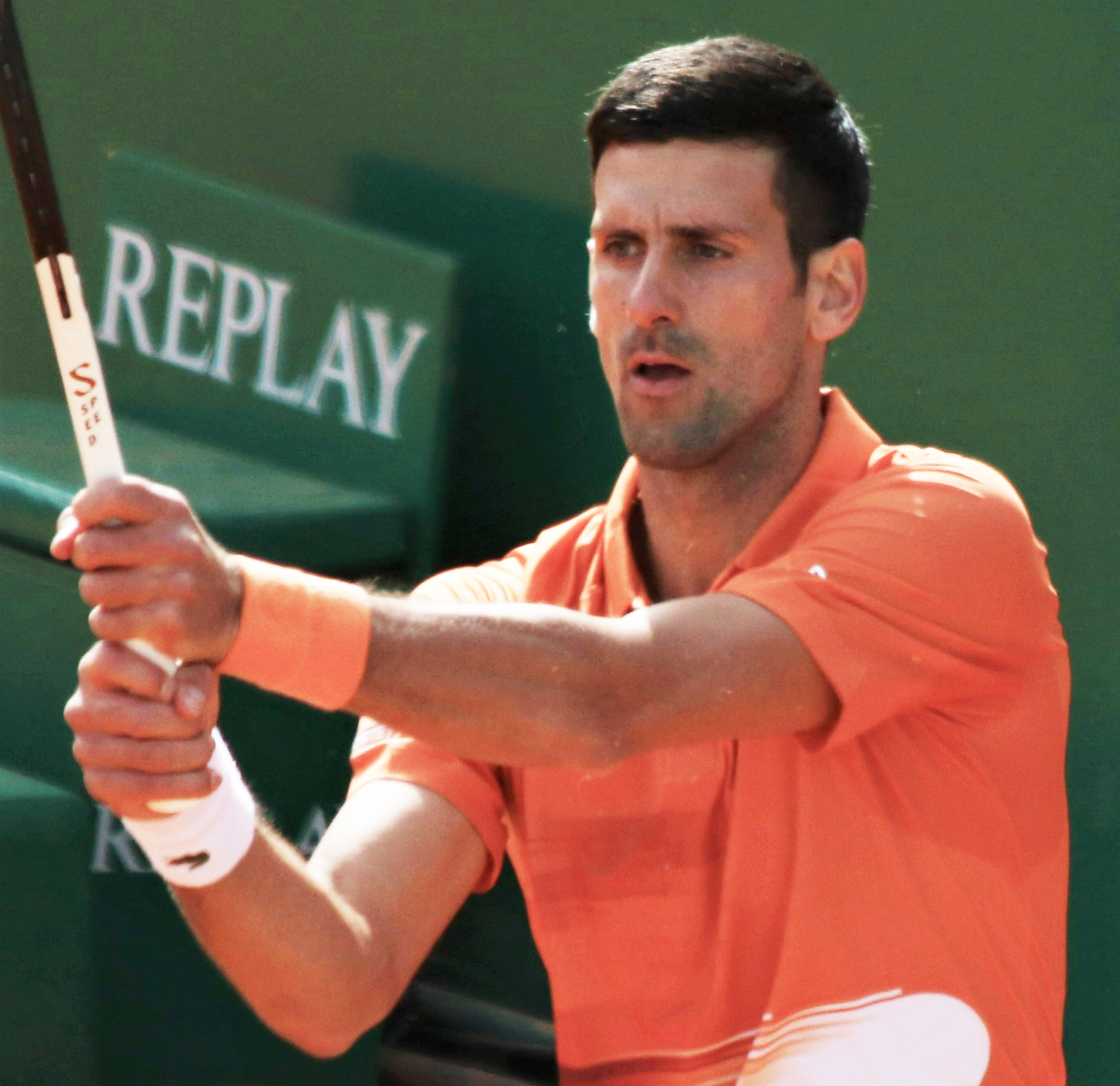
Новак Джокович — рекордсмен по количеству побед на Итоговых турнирах ATP, 7 побед в 9 финалах

| Год                          | Покрытие    | Чемпион              | Финалист               | Счёт                          |
| ---------------------------- | ----------- | -------------------- | ---------------------- | ----------------------------- |
| Турин, Италия                |             |                      |                        |                               |
| 2024                         | хард (зал)  | Янник Синнер         | Тейлор Фриц            | 6-4 6-4                       |
| 2023                         | хард (зал)  | Новак Джокович (7)   | Янник Синнер           | 6-3 6-3                       |
| 2022                         | хард (зал)  | Новак Джокович (6)   | Каспер Рууд            | 7-5 6-3                       |
| 2021                         | хард (зал)  | Александр Зверев (2) | Даниил Медведев        | 6-4 6-4                       |
| Лондон, Великобритания       |             |                      |                        |                               |
| 2020                         | хард (зал)  | Даниил Медведев      | Доминик Тим            | 4-6 7-6(2) 6-4                |
| 2019                         | хард (зал)  | Стефанос Циципас     | Доминик Тим            | 6-7(6) 6-2 7-6(4)             |
| 2018                         | хард (зал)  | Александр Зверев     | Новак Джокович         | 6-4 6-3                       |
| 2017                         | хард (зал)  | Григор Димитров      | Давид Гоффен           | 7-5 4-6 6-3                   |
| 2016                         | хард (зал)  | Энди Маррей          | Новак Джокович         | 6-3 6-4                       |
| 2015                         | хард (зал)  | Новак Джокович (5)   | Роджер Федерер         | 6-3 6-4                       |
| 2014                         | хард (зал)  | Новак Джокович (4)   | Роджер Федерер         | Без игры                      |
| 2013                         | хард (зал)  | Новак Джокович (3)   | Рафаэль Надаль         | 6-3 6-4                       |
| 2012                         | хард (зал)  | Новак Джокович (2)   | Роджер Федерер         | 7-6(6) 7-5                    |
| 2011                         | хард (зал)  | Роджер Федерер (6)   | Жо-Вильфрид Тсонга     | 6-3 6-7(6) 6-3                |
| 2010                         | хард (зал)  | Роджер Федерер (5)   | Рафаэль Надаль         | 6-3 3-6 6-1                   |
| 2009                         | хард (зал)  | Николай Давыденко    | Хуан Мартин дель Потро | 6-3 6-4                       |
| Шанхай, Китай                |             |                      |                        |                               |
| 2008                         | хард (зал)  | Новак Джокович       | Николай Давыденко      | 6-1 7-5                       |
| 2007                         | хард (зал)  | Роджер Федерер (4)   | Давид Феррер           | 6-2 6-3 6-2                   |
| 2006                         | хард (зал)  | Роджер Федерер (3)   | Джеймс Блейк           | 6-0 6-3 6-4                   |
| 2005                         | хард (зал)  | Давид Налбандян      | Роджер Федерер         | 6-7(4) 6-7(11) 6-2 6-1 7-6(3) |
| Хьюстон, США                 |             |                      |                        |                               |
| 2004                         | хард        | Роджер Федерер (2)   | Ллейтон Хьюитт         | 6-3 6-2                       |
| 2003                         | хард        | Роджер Федерер       | Андре Агасси           | 6-3 6-0 6-4                   |
| Шанхай, Китай                |             |                      |                        |                               |
| 2002                         | хард (зал)  | Ллейтон Хьюитт (2)   | Хуан Карлос Ферреро    | 7-5 7-5 2-6 2-6 6-4           |
| Сидней, Австралия            |             |                      |                        |                               |
| 2001                         | хард (зал)  | Ллейтон Хьюитт       | Себастьен Грожан       | 6-3 6-3 6-4                   |
| Лиссабон, Португалия         |             |                      |                        |                               |
| 2000                         | хард (зал)  | Густаво Куэртен      | Андре Агасси           | 6-4 6-4 6-4                   |
| Ганновер, Германия           |             |                      |                        |                               |
| 1999                         | хард (зал)  | Пит Сампрас (5)      | Андре Агасси           | 6-1 7-5 6-4                   |
| 1998                         | хард (зал)  | Алекс Корретха       | Карлос Мойя            | 3-6 3-6 7-5 6-3 7-5           |
| 1997                         | хард (зал)  | Пит Сампрас (4)      | Евгений Кафельников    | 6-3 6-2 6-2                   |
| 1996                         | ковёр (зал) | Пит Сампрас (3)      | Борис Беккер           | 3-6 7-6(5) 7-6(4) 6-7(11) 6-4 |
| Франкфурт-на-Майне, Германия |             |                      |                        |                               |
| 1995                         | ковёр (зал) | Борис Беккер (3)     | Майкл Чанг             | 7-6(3) 6-0 7-6(5)             |
| 1994                         | ковёр (зал) | Пит Сампрас (2)      | Борис Беккер           | 4-6 6-3 7-5 6-4               |
| 1993                         | ковёр (зал) | Михаэль Штих         | Пит Сампрас            | 7-6(3) 2-6 7-6(7) 6-2         |
| 1992                         | ковёр (зал) | Борис Беккер (2)     | Джим Курье             | 6-4 6-3 7-5                   |
| 1991                         | ковёр (зал) | Пит Сампрас          | Джим Курье             | 3-6 7-6(5) 6-3 6-4            |
| 1990                         | ковёр (зал) | Андре Агасси         | Стефан Эдберг          | 5-7 7-6 7-5 6-2               |
| Нью-Йорк, США                |             |                      |                        |                               |
| 1989                         | ковёр (зал) | Стефан Эдберг        | Борис Беккер           | 4-6 7-6(6) 6-3 6-1            |
| 1988                         | ковёр (зал) | Борис Беккер         | Иван Лендл             | 5-7 7-6(5) 3-6 6-2 7-6(5)     |
| 1987                         | ковёр (зал) | Иван Лендл (5)       | Матс Виландер          | 6-2 6-2 6-3                   |
| 1986                         | ковёр (зал) | Иван Лендл (4)       | Борис Беккер           | 6-4 6-4 6-4                   |
| 1985                         | ковёр (зал) | Иван Лендл (3)       | Борис Беккер           | 6-2 7-6(4) 6-3                |
| 1984                         | ковёр (зал) | Джон Макинрой (3)    | Иван Лендл             | 7-5 6-0 6-4                   |
| 1983                         | ковёр (зал) | Джон Макинрой (2)    | Иван Лендл             | 6-3 6-4 6-4                   |
| 1982                         | ковёр (зал) | Иван Лендл (2)       | Джон Макинрой          | 6-4 6-4 6-2                   |
| 1981                         | ковёр (зал) | Иван Лендл           | Витас Герулайтис       | 6-7(5) 2-6 7-6(6) 6-2 6-4     |
| 1980                         | ковёр (зал) | Бьорн Борг (2)       | Иван Лендл             | 6-4 6-2 6-2                   |
| 1979                         | ковёр (зал) | Бьорн Борг           | Витас Герулайтис       | 6-2 6-2                       |
| 1978                         | ковёр (зал) | Джон Макинрой        | Артур Эш               | 6-7 6-3 7-5                   |
| 1977                         | ковёр (зал) | Джимми Коннорс       | Бьорн Борг             | 6-4 1-6 6-4                   |
| Хьюстон, США                 |             |                      |                        |                               |
| 1976                         | ковёр (зал) | Мануэль Орантес      | Войцех Фибак           | 5-7 6-2 0-6 7-6 6-1           |
| Стокгольм, Швеция            |             |                      |                        |                               |
| 1975                         | хард (зал)  | Илие Настасе (4)     | Бьорн Борг             | 6-2 6-2 6-1                   |
| Мельбурн, Австралия          |             |                      |                        |                               |
| 1974                         | трава       | Гильермо Вилас       | Илие Настасе           | 7-6 6-2 3-6 6-4               |
| Бостон, США                  |             |                      |                        |                               |
| 1973                         | ковёр (зал) | Илие Настасе (3)     | Том Оккер              | 6-3 7-5 4-6 6-3               |
| Барселона, Испания           |             |                      |                        |                               |
| 1972                         | ковёр (зал) | Илие Настасе (2)     | Стэн Смит              | 6-3 6-2 3-6 2-6 6-3           |
| Париж, Франция               |             |                      |                        |                               |
| 1971                         | ковёр (зал) | Илие Настасе         | Стэн Смит              | 5-7 7-6 6-3                   |
| Токио, Япония                |             |                      |                        |                               |
| 1970                         | ковёр (зал) | Стэн Смит            | Род Лейвер             | 4-6 6-3 6-4                   |

### Парный разряд

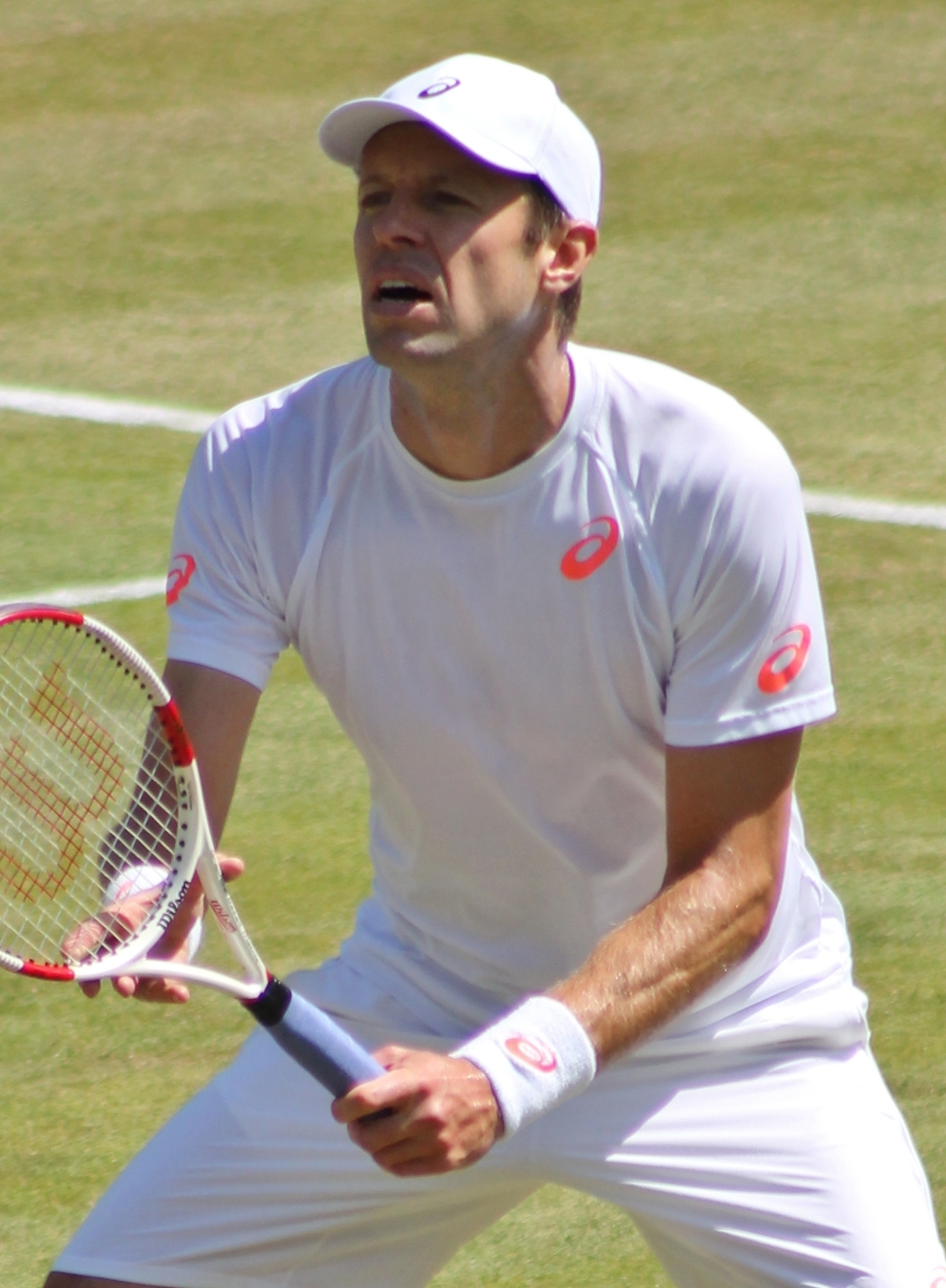
Даниэль Нестор выигрывал итоговый турнир 4 раза с тремя разными партнёрами

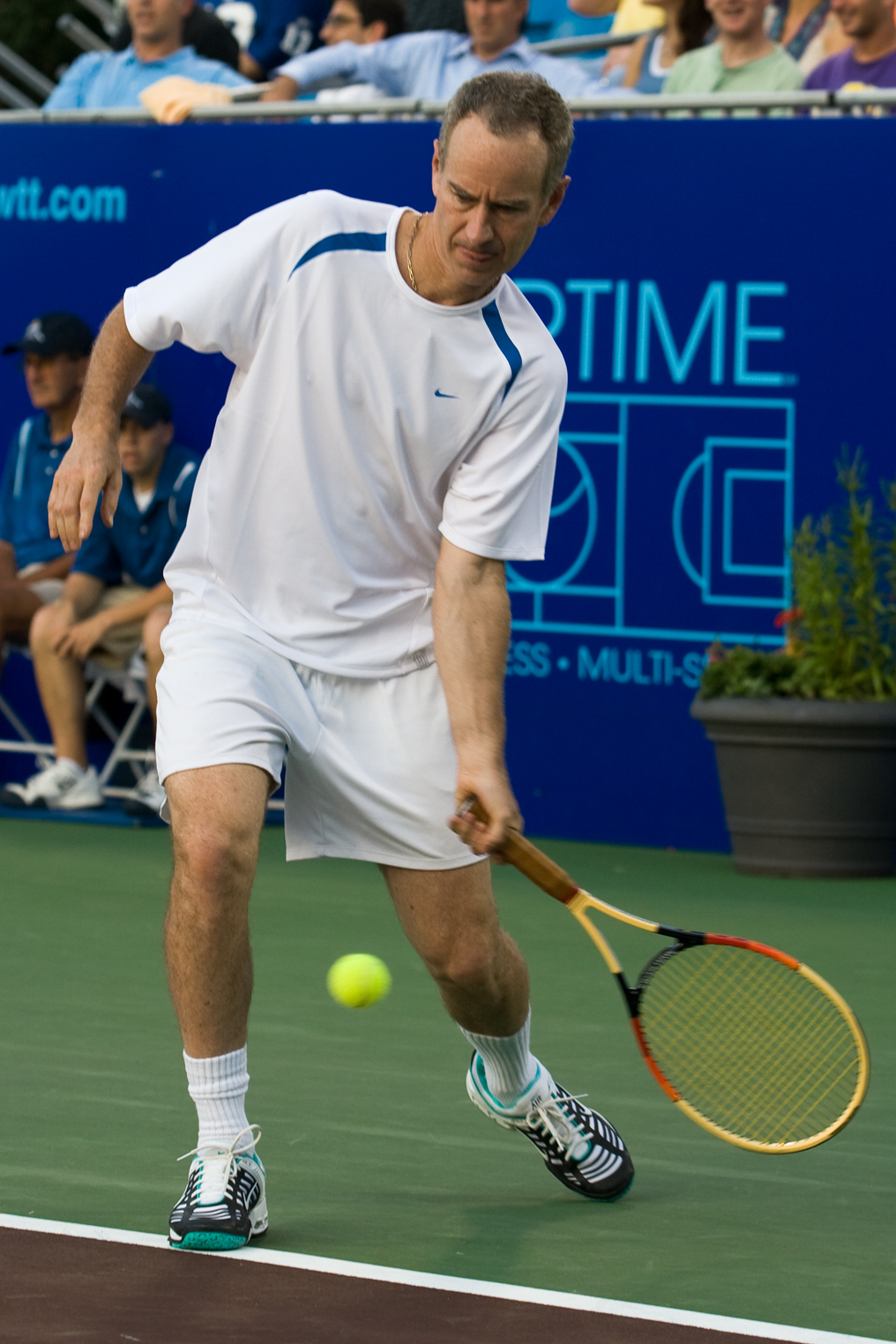
Джон Макинрой побеждал в парном разряде 7 раз подряд (каждый раз с Питером Флемингом), не отдав в этих финалах ни одного сета

| Год                       | Победители                           | Финалисты                            | Счёт                      |
| ------------------------- | ------------------------------------ | ------------------------------------ | ------------------------- |
| Турин, Италия             |                                      |                                      |                           |
| 2024                      | Кевин Кравиц Тим Пюц                 | Марсело Аревало Мате Павич           | 7-6(5) 7-6(6)             |
| 2023                      | Раджив Рам (2) Джо Солсбери (2)      | Марсель Гранольерс Орасио Себальос   | 6-3 6-4                   |
| 2022                      | Раджив Рам Джо Солсбери              | Никола Мектич Мате Павич             | 7-6(4) 6-4                |
| 2021                      | Николя Маю (2) Пьер-Юг Эрбер (2)     | Раджив Рам Джо Солсбери              | 6-4 7-6(0)                |
| Лондон, Великобритания    |                                      |                                      |                           |
| 2020                      | Уэсли Колхоф Никола Мектич           | Юрген Мельцер Эдуар Роже-Васслен     | 6-2 3-6 [10-5]            |
| 2019                      | Николя Маю Пьер-Юг Эрбер             | Майкл Винус Равен Класен             | 6-3 6-4                   |
| 2018                      | Майк Брайан (5) Джек Сок             | Николя Маю Пьер-Юг Эрбер             | 5-7 6-1 [13-11]           |
| 2017                      | Хенри Континен (2) Джон Пирс (2)     | Лукаш Кубот Марсело Мело             | 6-4 6-2                   |
| 2016                      | Хенри Континен Джон Пирс             | Равен Класен Раджив Рам              | 2-6 6-1 [10-8]            |
| 2015                      | Жан-Жюльен Ройер Хория Текэу         | Рохан Бопанна Флорин Мерджа          | 6-4 6-3                   |
| 2014                      | Боб Брайан (4) Майк Брайан (4)       | Иван Додиг Марсело Мело              | 6-7(5) 6-2 [10-7]         |
| 2013                      | Фернандо Вердаско Давид Марреро      | Боб Брайан Майк Брайан               | 7-5 6-7(3) [10-7]         |
| 2012                      | Марсель Гранольерс Марк Лопес        | Рохан Бопанна Махеш Бхупати          | 7-5 3-6 [10-3]            |
| 2011                      | Максим Мирный (2) Даниэль Нестор (4) | Марцин Матковский Мариуш Фирстенберг | 7-5 6-3                   |
| 2010                      | Даниэль Нестор (3) Ненад Зимонич (2) | Махеш Бхупати Максим Мирный          | 7-6(6) 6-4                |
| 2009                      | Боб Брайан (3) Майк Брайан (3)       | Максим Мирный Энди Рам               | 7-6(5) 6-3                |
| Шанхай, Китай             |                                      |                                      |                           |
| 2008                      | Ненад Зимонич Даниэль Нестор (2)     | Боб Брайан Майк Брайан               | 7-6(3) 6-2                |
| 2007                      | Даниэль Нестор Марк Ноулз            | Симон Аспелин Юлиан Ноул             | 6-2 6-3                   |
| 2006                      | Йонас Бьоркман (2) Максим Мирный     | Даниэль Нестор Марк Ноулз            | 6-2 6-4                   |
| 2005                      | Микаэль Льодра Фабрис Санторо        | Ненад Зимонич Леандер Паес           | 6-7(6) 6-3 7-6(4)         |
| Хьюстон, США              |                                      |                                      |                           |
| 2004                      | Боб Брайан (2) Майк Брайан (2)       | Уэйн Блэк Кевин Ульетт               | 4-6 7-5 6-4 6-2           |
| 2003                      | Боб Брайан Майк Брайан               | Микаэль Льодра Фабрис Санторо        | 6-7(6) 6-3 3-6 7-6(3) 6-4 |
| Бангалор, Индия           |                                      |                                      |                           |
| 2001-02                   | Рик Лич (3) Эллис Феррейра           | Павел Визнер Петр Пала               | 6-7(6) 7-6(2) 6-4 6-4     |
| 2000                      | Дональд Джонсон Пит Норвал           | Махеш Бхупати Леандер Паес           | 7-6(8) 6-3 6-4            |
| Хартфорд, США             |                                      |                                      |                           |
| 1999                      | Себастьен Ларо Алекс О’Брайен        | Махеш Бхупати Леандер Паес           | 6-3 6-2 6-2               |
| 1998                      | Паул Хархёйс (2) Якко Элтинг (2)     | Даниэль Нестор Марк Ноулз            | 6-4 6-2 7-5               |
| 1997                      | Рик Лич (2) Джонатан Старк           | Махеш Бхупати Леандер Паес           | 6-3 6-4 7-6(3)            |
| 1996                      | Тодд Вудбридж (2) Марк Вудфорд (2)   | Себастьен Ларо Алекс О'Брайен        | 6-4 5-7 6-2 7-6(3)        |
| Эйндховен, Нидерланды     |                                      |                                      |                           |
| 1995                      | Патрик Гэлбрайт Грант Коннелл        | Паул Хархёйс Якко Элтинг             | 7-6(6) 7-6(6) 3-6 7-6(2)  |
| Джакарта, Индонезия       |                                      |                                      |                           |
| 1994                      | Ян Апелль Йонас Бьоркман             | Тодд Вудбридж Марк Вудфорд           | 6-4 4-6 4-6 7-6(5) 7-6(6) |
| Йоханнесбург, ЮАР         |                                      |                                      |                           |
| 1993                      | Паул Хархёйс Якко Элтинг             | Тодд Вудбридж Марк Вудфорд           | 7-6(4) 7-6(5) 6-4         |
| 1992                      | Тодд Вудбридж Марк Вудфорд           | Джон Фицджеральд Андерс Яррид        | 6-2 7-6(4) 5-7 3-6 6-3    |
| 1991                      | Джон Фицджеральд Андерс Яррид (3)    | Роберт Сегусо Кен Флэк               | 6-4 6-4 2-6 6-4           |
| Санктуари-Коув, Австралия |                                      |                                      |                           |
| 1990                      | Ги Форже Якоб Хласек                 | Серхио Касаль Эмилио Санчес          | 6-4 7-6(5) 5-7 6-4        |
| Лондон, Великобритания    |                                      |                                      |                           |
| 1989                      | Джим Грабб Патрик Макинрой           | Джон Фицджеральд Андерс Яррид        | 7-5 7-6(4) 5-7 6-3        |
| 1988                      | Рик Лич Джим Пью                     | Серхио Касаль Эмилио Санчес          | 6-4 6-3 2-6 6-0           |
| 1987                      | Милослав Мечирж Томаш Шмид           | Роберт Сегусо Кен Флэк               | 6-4 7-5 6-7(5) 6-3        |
| 1986                      | Стефан Эдберг (2) Андерс Яррид (2)   | Янник Ноа Ги Форже                   | 6-3 7-6 6-3               |
| Нью-Йорк, США             |                                      |                                      |                           |
| 1985                      | Стефан Эдберг Андерс Яррид           | Матс Виландер Йоаким Нюстрем         | 6-1 7-6                   |
| 1984                      | Джон Макинрой (7) Питер Флеминг (7)  | Шервуд Стюарт Марк Эдмондсон         | 6-3 6-1                   |
| 1983                      | Джон Макинрой (6) Питер Флеминг (6)  | Павел Сложил Томаш Шмид              | 6-2 6-2                   |
| 1982                      | Джон Макинрой (5) Питер Флеминг (5)  | Шервуд Стюарт Ферди Тайган           | 6-2 6-2                   |
| 1981                      | Джон Макинрой (4) Питер Флеминг (4)  | Стив Дентон Кевин Каррен             | 6-3 6-3                   |
| 1980                      | Джон Макинрой (3) Питер Флеминг (3)  | Питер Макнамара Пол Макнами          | 6-4 6-3                   |
| 1979                      | Джон Макинрой (2) Питер Флеминг (2)  | Том Оккер Войцех Фибак               | 6-3 7-6 6-1               |
| 1978                      | Джон Макинрой Питер Флеминг          | Том Оккер Войцех Фибак               | 6-4 6-2 6-4               |
| 1977                      | Фрю Макмиллан Боб Хьюитт             | Боб Лутц Стэн Смит                   | 7-5 7-6 6-3               |
| Хьюстон, США              |                                      |                                      |                           |
| 1976                      | Фред Макнэйр Шервуд Стюарт           | Брайан Готтфрид Рауль Рамирес        | 6-3 5-7 5-7 6-4 6-4       |
| Стокгольм, Швеция         |                                      |                                      |                           |
| 1975                      | Мануэль Орантес Хуан Хисберт         | Круговой турнир                      | Круговой турнир           |
| Токио, Япония             |                                      |                                      |                           |
| 1970                      | Стэн Смит Артур Эш                   | Круговой турнир                      | Круговой турнир           |

## Статистика
Данные приводятся по странице исторической статистики на сайте турнира
| Спортсмен         | Страна         | # | Годы                                     |
| ----------------- | -------------- | - | ---------------------------------------- |
| Новак Джокович    | Сербия         | 7 | 2023, 2022, 2015, 2014, 2013, 2012, 2008 |
| Роджер Федерер    | Швейцария      | 6 | 2011, 2010, 2007, 2006, 2004, 2003       |
| Пит Сампрас       | США            | 5 | 1999, 1997, 1996, 1994, 1991             |
| Иван Лендл        | Чехословакия   | 5 | 1987, 1986, 1985, 1982, 1981             |
| Илие Настасе      | Румыния        | 4 | 1975, 1973, 1972, 1971                   |
| Борис Беккер      | Германия       | 3 | 1995, 1992, 1988                         |
| Джон Макинрой     | США            | 3 | 1984, 1983, 1978                         |
| Александр Зверев  | Германия       | 2 | 2021, 2018                               |
| Ллейтон Хьюит     | Австралия      | 2 | 2002, 2001                               |
| Бьорн Борг        | Швеция         | 2 | 1980, 1979                               |
| Даниил Медведев   | Россия         | 1 | 2020                                     |
| Стефанос Циципас  | Греция         | 1 | 2019                                     |
| Григор Димитров   | Болгария       | 1 | 2017                                     |
| Энди Маррей       | Великобритания | 1 | 2016                                     |
| Николай Давыденко | Россия         | 1 | 2009                                     |
| Давид Налбандян   | Аргентина      | 1 | 2005                                     |
| Густаво Куэртен   | Бразилия       | 1 | 2000                                     |
| Алекс Коретха     | Испания        | 1 | 1998                                     |
| Михаэль Штих      | Германия       | 1 | 1993                                     |
| Андре Агасси      | США            | 1 | 1990                                     |
| Стефан Эдберг     | Швеция         | 1 | 1989                                     |
| Джимми Коннорс    | США            | 1 | 1977                                     |
| Мануэль Орантес   | Испания        | 1 | 1976                                     |
| Гилермо Вилас     | Аргентина      | 1 | 1974                                     |
| Стэн Смит         | США            | 1 | 1970                                     |

- Игроки, выигравшие турнир, не потерпев поражений (с 1990):
  1. Роджер Федерер, Швейцария, 2003, 2004, 2006, 2010[24], 2011[25]
  2. Новак Джокович, Сербия, 2012[26], 2022[27]
  3. Дмитрий Медведев, Россия, 2020[28]
  4. Григор Димитров, Болгария, 2017[29]
  5. Ллейтон Хьюит, Австралия, 2001[24]
  6. Михаэль Штих, Германия, 1993[24]
- Спортсмены, побеждавшие несколько раз подряд:
  1. Новак Джокович, Сербия, 2012—2015; 2022—2023
  2. Иван Лендл, Чехословакия, 1981—1982; 1985—1987
  3. Илие Настасе, Румыния, 1971—1973
  4. Роджер Федерер, Швейцария, 2003—2004, 2006—2007, 2010—2011
  5. Ллейтон Хьюит, Австралия, 2001—2002
  6. Пит Сампрас, США, 1996—1997
  7. Джон Макинрой, США, 1983—1984
  8. Бьорн Борг, Швеция, 1979-80
- Самая длинная серия побед на турнире:

1. Новак Джокович, Сербия, 4

- Самая длинная серия участия в финалах:

1. Иван Лендл, Чехословакия, 9 (1980—1988)
2. Роджер Федерер, Швейцария, 5 (2003—2007)
3. Илие Настасе, Румыния, 5 (1971—1975)
4. Новак Джокович, Сербия, 4 (2012—2015)

- Наибольшее количество попаданий в число участников[23]:

1. Роджер Федерер, Швейцария, 17 (2002—2015, 2017—2019)
2. Рафаэль Надаль, 17 (2005—2020, 2022)
3. Новак Джокович, 16 (2007—2016, 2018—2023)
4. Андре Агасси, США, 13 (1988—1991, 1994, 1996, 1998—2003, 2005)
5. Иван Лендл, Чехословакия, 12 (1981—1991)

- Наибольшее количество выигранных матчей[23]:
  1. Роджер Федерер, Швейцария, 59 (77,7 %)
  2. Новак Джокович, Сербия, 50 (73,5 %)
  3. Иван Лендл, Чехословакия, 39 (79,6 %)
  4. Борис Беккер, Германия, 36 (73,5 %)
  5. Пит Сампрас, США, 35 (71,4 %)